# Hvad gør Wu Djing?
|  | Denne artikel er oprettet af botten Steenthbot ud fra en ekstern database. Den kan derfor have sproglige fejl eller mangler. Denne skabelon kan fjernes efter kontrol af indholdet. |

Hvad gør Wu Djing? er en dansk dokumentarfilm fra 1987 instrueret af Ulla Raben.

## Handling
Den anden af to film om Wu Djing. Wu Djing er kommet for sent i skole, fordi hun fandt en farvestrålende lerfugl. Hun har lovet sin lærer at aflevere den til fugledamen, der sælger dem men først efter skoletid. Filmen er optaget i Chao Tang i Kina, og med de lokale beboere som medvirkende. Til sidst kommer der en lille cykelfilm fra Chengdu i Kina.